# Rotsplant

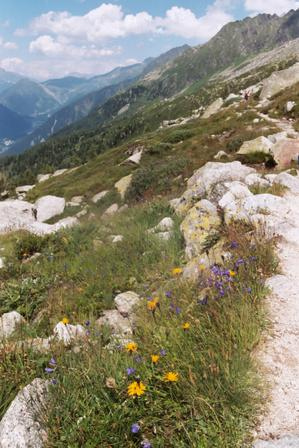
Rotsplanten in de Alpen

Een rotsplant in ruime zin is een plant die op of tussen rotsen groeit. Een rotsplant in enge zin of lithofyt groeit op stenen.
Rotsplanten zijn doorgaans lage vaste planten en laagblijvende heesters.

## Typische rotsplanten
- Edelweiss - Leontopodium alpinum